# 圣保罗圣安德烈卫理公会教堂
圣保罗圣安德烈卫理公会教堂（United Methodist Church of Saint Paul and Saint Andrew）是一座历史悠久的联合卫理公会教堂，位于纽约市上西城西86街。该堂接受所有种族，年龄，性向，还拥有许多表演艺术团体，包括Empire City Men's Chorus, The Prospect Theater Company, 和 David Parker & The Bang Group.。

## 历史
圣保罗和圣安德烈堂是1937年圣保罗卫理公会教堂和圣安德烈卫理公会合并的结果。圣保罗卫理公会创立于1834年，位于桑树街（Mulberry Street）306号。1857年，该堂搬迁到第四大道与22街转角，由埃比尼泽L.罗伯茨设计了新教堂。由于信徒搬到上城居住，该堂搬迁至86街和西区大道转角目前的建筑物，由罗伯·罗伯逊设计，1897年开放。罗伯逊的教堂是罗曼复兴风格与古典和文艺复兴风格的最佳组合，它的双塔分别为八角形和正方形。 
圣安德烈卫理公会教堂成立于1875年，第一个永久地址位于西71街123号，由Stephen D. Hatch 设计，建于1880–81年，现在是恩典与圣保罗路德会教堂。1889年，圣安德烈堂向北移动了5个街块，迁入西76街120号由Cady, Berg & See 设计的新教堂。这座罗曼风格的石灰石教堂有1000个座位。1937年，圣安德烈堂并入圣保罗堂后，该建筑被西城犹太会堂收购。
目前，圣保罗圣安德烈堂属于联合卫理公会纽约年会。1981年，教堂建筑被纽约地标保护委员会宣布为纽约市地标。